# Karin Smirnoff
Karin Smirnoff, née le 24 septembre 1964 à Umeå, est une journaliste et écrivaine suédoise. En 2021, elle est choisie pour écrire la troisième trilogie de la série littéraire Millénium, initiée par Stieg Larsson et poursuivie par David Lagercrantz.

## Biographie
Après une première carrière dans le journalisme, Karin Smirnoff achète une scierie. Smirnoff s’inscrit ensuite à l’Université de Lund pour suivre un programme d’écriture créative, et publie en 2018 son premier roman, Jag for ner till bror (traduit en anglais sous le titre My Brother et en français sous celui de Mon frère). Ce roman la révèle au public suédois et initie une trilogie.
En 2021, la maison d’édition Polaris, chez qui elle a publié ses premiers romans, achète les droits de la série littéraire Millénium et annonce produire une nouvelle trilogie dont l'écriture sera confiée à Karin  Smirnoff. Elle habite dans le Norrland, au nord de la Suède, où elle situe l’intrigue de La Fille dans les serres de l'aigle,, premier tome de cette nouvelle trilogie, paru en Suède en 2022.

## Œuvres

### TrilogieJana Kippo
1. Mon frère, Jean-Claude Lattès, 2021 ((sv) Jag for ner till bror, Polaris, 2018  (ISBN 9789177950981)), trad. Esther Sermage, 368 p.  (ISBN 978-2-7096-6770-8)Également traduit en allemand, norvégien, danois, anglais, finnois et estonien
2. (sv) Vi for upp med mor, Polaris, 2019
3. (sv) Sen for jag hem, Polaris, 2020

#### SérieMillénium
1. La Fille dans les serres de l'aigle, Actes Sud, coll. « Actes noirs », 2023 ((sv) Havsörnens skrik, Polaris, 2022 (ISBN 9789177959229)), trad. Hege Roel Rousson  (ISBN 978-2-330-18406-3)Réédition, Actes Sud, coll. « Babel noir » no 314, 2025, 464 p. (ISBN 978-2-330-20004-6)
2. La Fille dans les griffes du lynx, Actes Sud, coll. « Actes noirs », 2025 ((sv) Lokattens klor, Polaris, 2024  (ISBN 9789177959625)), trad. Hege Roel Rousson  (ISBN 978-2-330-21263-6)À paraître le 1er octobre 2025

### Autres
- (sv) Sockerormen, Polaris, 2021
- (sv) Missing people, Novellix, 2021, nouvelle

## Distinctions
- 2018 : nomination au prix August pour Jag for ner till bror[7]
- 2020 : prix de littérature du Svenska Dagbladet pour Sen for jag hem[8]
- 2021 : prix de la nouvelle de Sveriges Radio pour Missing people[9]